# Gentil (Canigó)
Gentil és un personatge de ficció del poema èpic Canigó escrit per Jacint Verdaguer i Santaló, el qual fou publicat l'any 1886.
Gentil és un cavaller del segle xi, fill del comte Tallaferro i nebot del comte Guifré de Cerdanya. De molt jove s'enamorà de la pastora Griselda, amor que el seu pare li prohibí quan va descobrir-lo a l'aplec de l'ermita de Sant Martí del Canigó. Com que els àrabs assetjaven el país, els comtes marxaren a combatre'ls i deixaren Gentil, que recentment havia estat armat cavaller, en un punt de vigilància, però l'enamorat, sota el record de Griselda, desertà i, a cavall, emprengué un viatge fantàstic, que el menà a un prat on un rotlle de fades encerclava Flordeneu, una fada que havia adoptat l'aparença de Griselda per subjugar-lo. Tot i que ell s'hi resistí, la fada se l'endugué al seu palau i, després, feren plegats un viatge per l'imperi d'ella, durant el qual descobriren i admiraren el Rosselló. Mentrestant els cristians havien estat derrotats i Tallaferro, empresonat, però Guifré, vençut, descobrí la festa que vivia el desertor i, irat, l'estimbà muntanya avall: Gentil quedà mort a la plana del Cadí, a prop del refugi on Flordeneu l'esperava. Els cristians, que havien perdut una batalla, acabaren guanyant la guerra i recuperant els presoners. Quan l'abat Oliba i els monjos de Ripoll acudiren a celebrar cristianament la victòria, Tallaferro advertí l'absència del seu fill, el cos del qual fou descobert per l'escuder del mateix Gentil. Quan Tallaferro preguntà qui l'havia mort i Guifré confessà el seu crim, l'abat Oliba va intervenir per a evitar la venjança de Tallaferro: el perdó cristià reconcilià ambdós germans i l'enterrament de Gentil, presidit per l'abat Oliba, esdevingué signe de pacificació. Com a expiació, Guifré feu construir el monestir de Sant Martí del Canigó i es reclogué en una cel·la excavada en la roca i situada entre la capella i el sepulcre de Gentil: des d'aquella solitud sentí sovint el crit de Griselda que cercava en va el seu enamorat. Guifré demanà, encara, que per a completar la seua expiació s'erigís una creu al cim des d'on havia estimbat Gentil: els monjons la hi pujaren, mentre s'apagaven els cants de les fades i s'imposaven altres veus (com la dels monjos) que recordaren Tallaferro i Gentil; la d'Oliba, que, profètic, entrellucà la figura de Jaume I, i la d'un cor final, que constatà el naixement d'una pàtria.